# Echinoderes bookhouti
Echinoderes bookhouti är en djurart som tillhör fylumet pansarmaskar, och som beskrevs av Higgins 1964. Echinoderes bookhouti ingår i släktet Echinoderes och familjen Echinoderidae.
Artens utbredningsområde är Norra Ishavet. Inga underarter finns listade i Catalogue of Life.